# Casteil
Casteil település Franciaországban, Pyrénées-Orientales megyében. Lakosainak száma 140 fő (2022. január 1.). Casteil Vernet-les-Bains, Valmanya, Corsavy, Le Tech, Prats-de-Mollo-la-Preste, Py és Sahorre községekkel határos.

## Földrajz

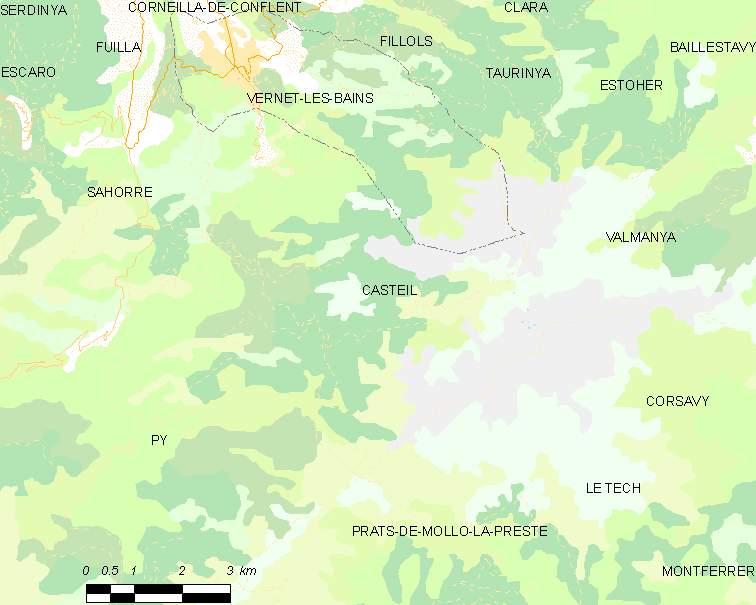
Casteil és környéke

## Népesség
A település népességének változása:
| Lakosok száma | 134  | 132  | 137  | 136  | 137  | 136  | 139  | 142  | 140  |
|               | 2013 | 2015 | 2016 | 2017 | 2018 | 2019 | 2020 | 2021 | 2022 |